# Holstein, Iowa
Holstein là một thành phố thuộc quận Ida, tiểu bang Iowa, Hoa Kỳ. Năm 2010, dân số của thành phố này là 1396 người.

## Dân số
Dân số qua các năm:
- Năm 2000: 1470 người.
- Năm 2010: 1396 người.